# Франчак, Францишек
Франци́шек Фра́нчак (пол. Franciszek Franczak; 16 августа 2007, Лиманова) — польский футболист, полузащитник клуба «Сент-Джонстон».

## Клубная карьера
Воспитанник академии «Сент-Джонстон», Франчак начал тренироваться с основным составом во время предсезонной подготовки клуба летом 2023 года. Тем летом в возрасте 15 лет участвовал в предсезонных товарищеских матчах основной команды. Свой первый профессиональный контракт с клубом подписал в августе 2023 года. Дебютировал в премьер-лиге Шотландии 23 сентября 2023 года, выйдя на замену во втором тайме против «Хиберниана», в прошлом месяце ему исполнилось 16 лет.

## Карьера в сборной
В августе 2024 года Франчак получил свой первый вызов в сборную Польши до 18 лет на товарищеский турнир в Хорватии. Он дебютировал 4 сентября в победном (2:1) матче против Хорватии.